# تولوبر

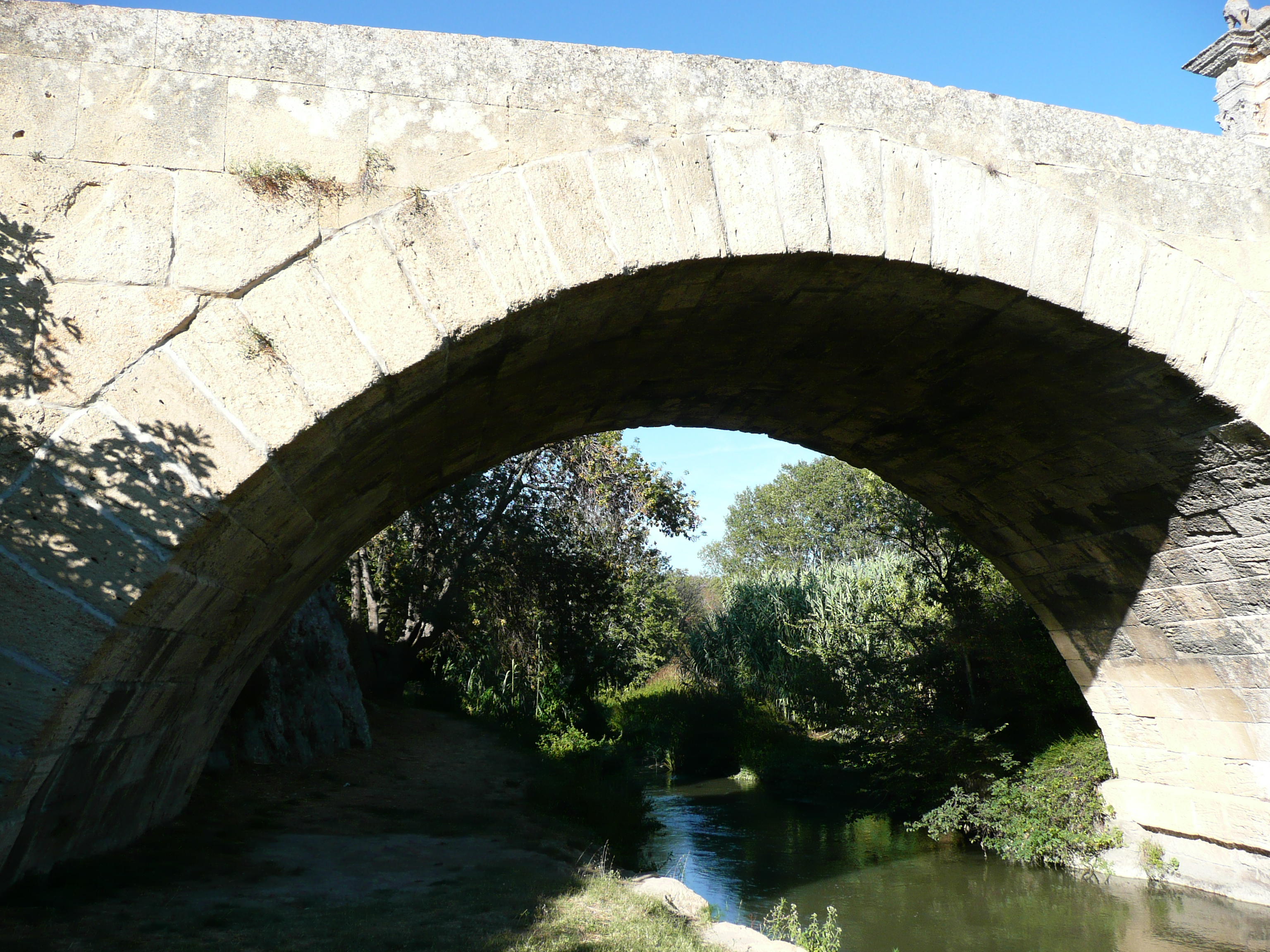
نمایی از رودخانهٔ تولوبر و پل فلاویان

تولوبر (به فرانسوی: Touloubre) نام رودی ساحلی در جنوب شرقی فرانسه است. این رود در ارتفاع ۳۳۰ متری در ونل واقع در بوش دو رون در جنوب فرانسه سرچشمه گرفته و پس از طی مسافتی ۵۹ کیلومتری به دریاچه‌ای موسوم به ایتان دو بر در غرب مارسی می‌ریزد که این دریاچه خود در نزدیکی سن-شما به دریای مدیترانه می‌پیوندد. 
اکس‌آن‌پروانس، لومبسک، پلیسن، سلون دو پروانس، گران و سن-شما از جمله دیگر شهرهایی هستند که در مسیر رود تولوبر قرار دارند.